# Андре Рийо
Андрè Лео̀н Марѝ Никола̀ Рийо̀ (на нидерландски: André Léon Marie Nicolas Rieu) е нидерландски цигулар и диригент от валонски произход.
Известен е като възродител на валсовата музика по света. Постига търговски успехи с ръководения от него оркестър „Йохан Щраус“. В съпоставителен план, той издига класическата музика до постиженията на най-големите поп и рок състави в индустрията. Почетен е като Рицар на Ордена на Нидерландския лъв (в Нидерландия), Рицар на Ордена на изкуствата и литературата (във Франция), както и с Почетен медал (в родния Лимбург).

## Биография
Расте в музикално семейство с 6 деца. Името Рийо е с френски хугенотски произход. Баща му е диригент на Маастрихтския симфоничен оркестър. Младият Рийо започва да учи цигулка на 5 години. В ранна възраст започва да проявява интерес към оркестровата форма.
Следва в Кралската консерватория в Лиеж и в Консерваторията в Маастрихт (1968 – 1973). Учители са му нидерландските цигулари Йо Юда и Херман Креберс. От 1974 до 1977 е студент в Музикалната академия в Брюксел, където учи при Андре Гертлер. Най-после е награден със степен Premier prix от Кралската консерватория в Брюксел.

## Частична дискография
- In Wonderland (2007)
- Live in Vienna (2007)
- Auf Schönbrunn (2006)
- New York Memories (2006)
- Songs from My Heart (2005)
- Christmas Around the World (2005)
- Live in Tuscany (2004)
- The Flying Dutchman (2004)
- New Year's Eve in Vienna (2003)
- André Rieu at the Movies (2003)
- Live in Dublin (2003)
- Romantic Paradise (2003)
- Maastricht Salon Orkest – Serenata (2003)
- Love Around the World (2002)
- Dreaming (2002)
- Live at the Royal Albert Hall (2001)
- Musik Zum Träumen (2001)
- La Vie Est Belle (2000)
- Fiesta! (1999)
- 100 Years of Strauss (1999)
- Romantic Moments (1998)
- The Christmas I Love (1997)
- In Concert (1996)
- Strauss gala (1995)
- D'n blauwen aovond (1995)
- Hieringe biete 1 & 2 (1995)
- Strauss & Co (1994)
- Hieringe biete (1993)
- Merry Christmas (1992)